# Олександр Брусиловський
Олександр Якович Брусиловський (1953 , Кривий Ріг, Дніпропетровська область ) — радянський і французький скрипаль, музичний педагог.

## Біографія
Народився 1953 року в Кривому Розі. Закінчив Московську консерваторію у Юрія Янкелевича, потім в 1977 — 1979 роках навчався в аспірантурі у Леоніда Когана.
Він став володарем міжнародних гран-при, таких як Празький міжнародний конкурс 1969 року, потім 1-й Гран-прі та Спеціальна премія імені Альберта Русселя Міжнародного конкурсу імені Маргеріт Лонг і Жака Тібо в Парижі в 1975 році. Після цього багато гастролював в різних країнах, а коли на початку 1980-х років у нього стали виникати складнощі з виїздом за межі СРСР — він у 1985 році покинув країну і влаштувався в Парижі.
Крім широкої гастрольної діяльності, викладає у Версальській консерваторії, очолює фестиваль «MusiCimes» в Куршевелі і створений ним в 1993 році ансамбль солістів «Ricercata de Paris». Крім того, є художнім керівником фірми звукозапису «Suoni e Colori», що спеціалізується на записах камерної музики.
Олександр Брусиловський грає на найпрестижніших майданчиках (Карнеґі-хол у Нью-Йорку, Сале-Плейєль та Театр Єлисейських полів у Парижі, Гранд-Сале консерваторії імені Чайковського в Москві, Центр Південного банку в Лондоні тощо) з такими великими артистами, як Ієгуді Менухін, Еммануель Крівін, Міша Майськи, Моріс Андре, Жан-Жак Канторау, Олександр Князєв, Пол Меєр, Маріель Нордман, П'єр-Лоран Аймар, Ігор Лазко, Олександр Сац, Патрік Галлуа, Чжу Сяо-Мей, Поль Нойбауер, Франсуа Сальке, П'єр-Лоран Аймар, Рустем Сайткоулов, Володимир Фельцман, Гарі Хоффман, Кун-Ву Пайк, Нееме Ярві, Франсуаза Поллет, Наталія Гутман, Інгмар Лазар, Борис Березовський, квартет Ліндсей та образотворче мистецтво…
Крім кар'єри міжнародного соліста, він був запрошений школами Єгуді Менухіна (Англія), Школою музики Блумінгтона (Університет Індіани) та Музичною школою Лонді в Бостоні для проведення майстер-класів. Він також бере участь у багатьох фестивалях та літніх академіях, включаючи Женеву, Ніццу, Les Arcs, Prades і Нью-Йорк, Монреальський університет, фестиваль Chaise Dieu. Олександр Брусиловський, крім того, художній керівник фестивалю французької музики Понт Олександр III у Москві, Львові та Парижі, а також у Міжнародній академії «Майстри в Шато де Кремо». Він також є художнім керівником звукозаписної компанії Suoni e Colori. З 2009 року очолює журі Міжнародного конкурсу скрипалів імені Юрія Янкелевича в Омську.